# Фридрих Лудвиг фон Ден
Фридрих Лудвиг фон Ден (на немски: Friedrich Ludwig von Dehn; * 7 септември 1697; † 2 юли 1771, Лудвигсбург, Шлезвиг-Холщайн) е граф и датски дипломат. От 1762 до 1768 г. е поставен от датския крал като щатхалтер на херцогствата Шлезвиг и Холщайн. През 1750 г. е издигнат на датски барон.

## Военна и дипломатическа кариера
През 1716 г. Фридрих фон Ден постъпва на военна служба за Август Вилхелм фон Брауншвайг-Волфенбютел, където през 1726 г. става майор.
През 1727 г. той работи като дипломат в двора на Брауншвайг, и трябва да отиде в Дания, където през 1739 г. става държавен служител. Като наследник на Фридрих Ернст фон Бранденбург-Кулмбах през 1762 г. той е номиниран за щатхалтер на Шлезвиг-Холщайн и губернатор на Южен-Дитмаршен. Той става датски граф и през 1768 г. напуска службата си. Негов наследник като щатхалтер става Карл фон Хесен-Касел.
Граф Фридрих Лудвиг фон Ден умира в имението си Лудвигсбург на полуостров Швансен при Екернфьорде, което от 1742 до 1744 г. разширил на господарска сграда и го преписва на барон Август Вилхелм фон Ден, най-малкия син на полубрат му.